# Krzysztof Borowski (1931–2013)
Krzysztof Borowski (również Kristof Borowski, ur. 29 sierpnia 1931 w Tomaszowie Mazowieckim, zm. 6 lipca 2013 w Vancouver) – polski architekt i malarz. 

## Życiorys
Uczestnik powstania warszawskiego, po jego upadku aresztowany uciekł z transportu do obozu koncentracyjnego. Absolwent Liceum Ogólnokształcącego im. Tadeusza Reytana w Warszawie (1950), a następnie Wydziału Architektury Politechniki Warszawskiej (1955). Studiował również w Akademii Sztuk Pięknych w Warszawie. W 1956 otrzymał stypendium Ford Foundation na wyjazd do Londynu, gdzie pracował w biurze architekta miejskiego. Poznał tam przyszłą żonę, Dympnę Cullinane, z którą pobrał się w 1959. Wyjechał z małżonką w podróż poślubną do Rzymu, gdzie wygrał konkurs na projekt akademika dla kleryków. Za ten projekt został wyróżniony Nagrodą Miasta Rzymu. Po dwuletnim pobycie w Rzymie i powrocie do Anglii kontynuował pracę jako architekt.
Po pewnym czasie ponownie został zaproszony do Rzymu. Pracownicy muzeum na Lateranie zauważyli, że stropy niebezpiecznie się wyginają, więc papież Jan XXIII polecił przenieść eksponaty do Ogrodów Watykańskich. Borowski zaprojektował nowe skrzydło Muzeum Watykańskiego, którego budowę zainicjował Paweł VI.
Ok. 1970 otworzył własną pracownię architektoniczną w Henley-on-Thames, po czym w 1976 opuścił Wielką Brytanię i zamieszkał w kanadyjskim Vancouver, gdzie do 1996 był kierownikiem firmy architektonicznej. W późniejszym okresie poświęcił się wyłącznie malarstwu. Malował pejzaże, zarówno Vancouver i okolic, jak i z podróży (Francja, Włochy), a ponadto kompozycje abstrakcyjne. W 2009 w Sidney and Gertrude Zack Gallery w Vancouver zorganizowano retrospektywną wystawę jego prac malarskich (Kris Borowski: A Retrospective). Wystawiał obrazy również w galeriach w Londynie. Zmarł 6 lipca 2013 w Vancouver i 11 lipca 2013 został pochowany na cmentarzu Mountain View (Vancouver).
W 2015 prace Krzysztofa Borowskiego zaprezentowano na wystawie dzieł polskich architektów tworzących w Vancouver zorganizowanej w Architectural Institute of British Columbia z inicjatywy Konsulatu Generalnego RP w Vancouver.